# MetroBlitz

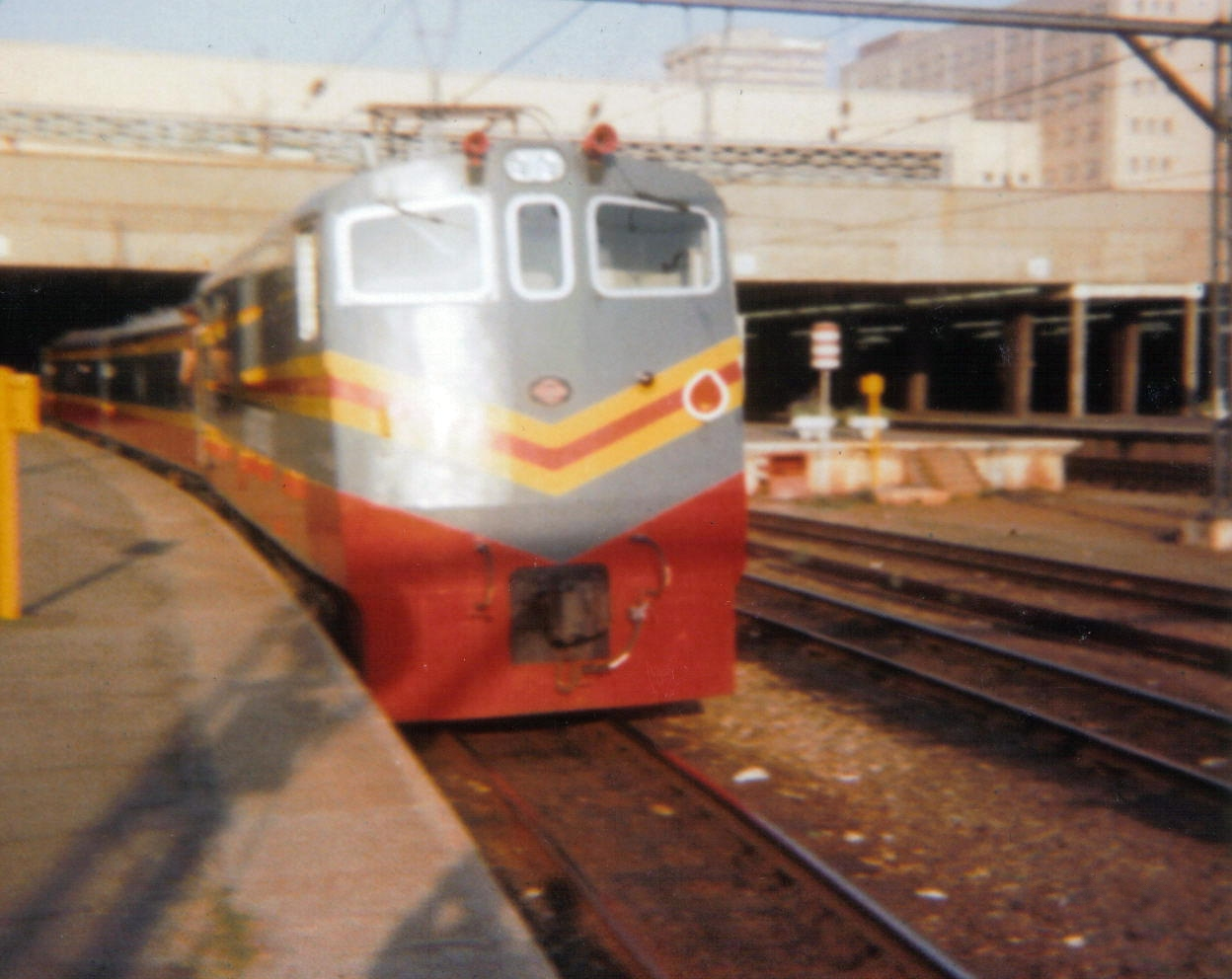
Der MetroBlitz in Johannesburg Park Station im September 1984

Der MetroBlitz war ein Expressnahverkehrszug in Südafrika, der ab 16. Januar 1984 zwischen Johannesburg und Pretoria via Germiston auf der Kapspur verkehrte. Betrieben wurde er durch South African Transport Services.

## Geschichte
Ab Juli 1979 fuhr der „Jacaranda Express“ (afrikaans: „Jakarandasnel“) zwischen Pretoria Station und Johannesburg Park Station als Nahverkehrszug. Die Fahrzeit für die 69,4 Kilometer lange Strecke betrug 65 Minuten. Nach neun Monaten wurde die Fahrzeit auf 58 Minuten verringert. Im Jahr 1983 wurden Tests wegen einer höheren Reisegeschwindigkeit durchgeführt. Am 11. Januar 1984 nahm der MetroBlitz seinen Dienst auf. Ab dem 16. Januar 1984 betrug die morgendliche Fahrzeit von Pretoria nach Johannesburg 42 Minuten. Die Rückfahrt am Nachmittag dauerte 44 Minuten. Die Lokomotive der SAR-Klasse 12E war grau lackiert und hatte eine rote Bauchbinde sowie einen gelb/roten waagerechten Zierstreifen.
Der MetroBlitz erreichte eine Reisegeschwindigkeiten von bis zu 160 km/h. Schlechte Kostendeckung und Störungen durch langsamer fahrende Züge auf gleicher Strecke wurden als Gründe für die Einstellung des MetroBlitzes genannt.
Der Gautrain verkehrt seit dem 7. Juni 2012 in 42 Minuten zwischen Johannesburg Park Station und Pretoria auf Normalspur.